# Eurasia Aviation Corporation
A Eurasia Aviation Corporation foi uma joit-venture criada pelo governo chinês de Chiang Kai-shek e a Deutsche Lufthansa em 1930 para o transporte de passageiros. Com a guerra sino-japonesa, a empresa teve aviões abatidos, e em 1940 encerrou suas atividades.